# Genilac
Genilac è un comune francese di 3 953 abitanti situato nel dipartimento della Loira della regione dell'Alvernia-Rodano-Alpi.

## Origini del nome
Risultato della fusione nel 1973 di Saint-Genis-Terrenoire e di La Cula, il nome del nuovo comune è formato da (Saint) Geni(s) e La C(ula).
Il nome di Saint-Genis, abbastanza diffuso nel Lyonnais anche nelle forme Genès o Genest, fa riferimento a san Genesio, che subì il martirio sotto Diocleziano. Terrenoire  ("Terra Nera") attesta lo sfruttamento fin dall'antichità del carbon fossile in questa parte del bacino minerario del Gier. La Cula ha origine dal nome maschile latino Cullius seguito dal suffisso -acum.

## Storia

### Simboli
Le figure sullo scudo simbolizzano le vigne e le miniere che sono state fin dal Medio Evo le attività principali del villaggio di Saint-Genis-Terrenoire.

## Monumenti e luoghi d'interesse

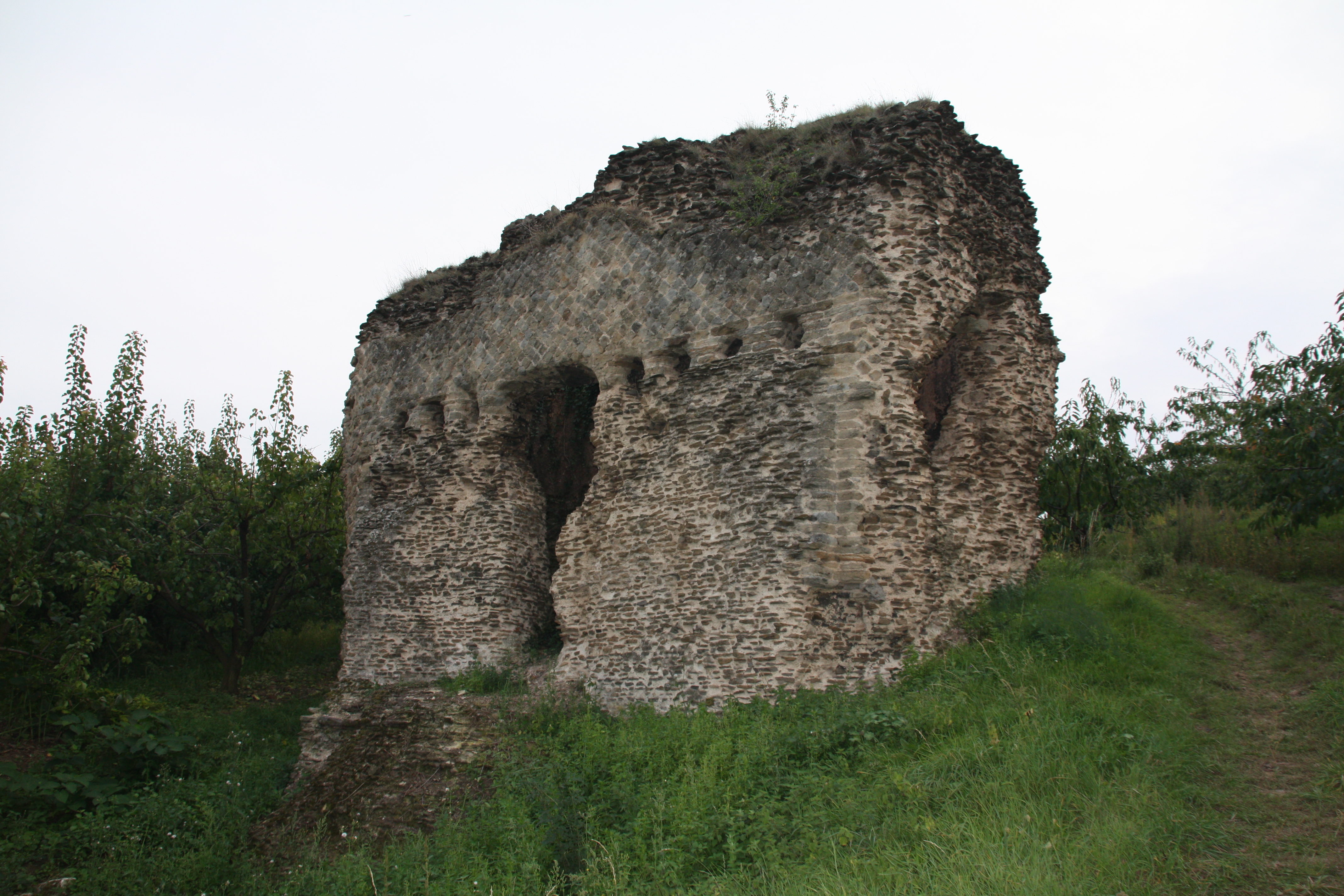
Il serbatoio della Durèze

Sono ancora visibili parti dell'acquedotto romano di Gier, lungo 86 km, che forniva acqua alla città di Lugdunum (Lione) con le acque del fiume Gier. In particolare, la località di Leymieux ospita una raro esempio delle capacità degli ingegneri romani: il serbatoio della Durèze, in opera reticolata. Era l'inizio di una botte a sifone di quasi 700 m di lunghezza che permetteva all'acqua di attraversare la valle del torrente Durèze attraverso nove condotte di piombo. I resti della botte a sifone sono classificate Monumento storico di Francia dal 1962.

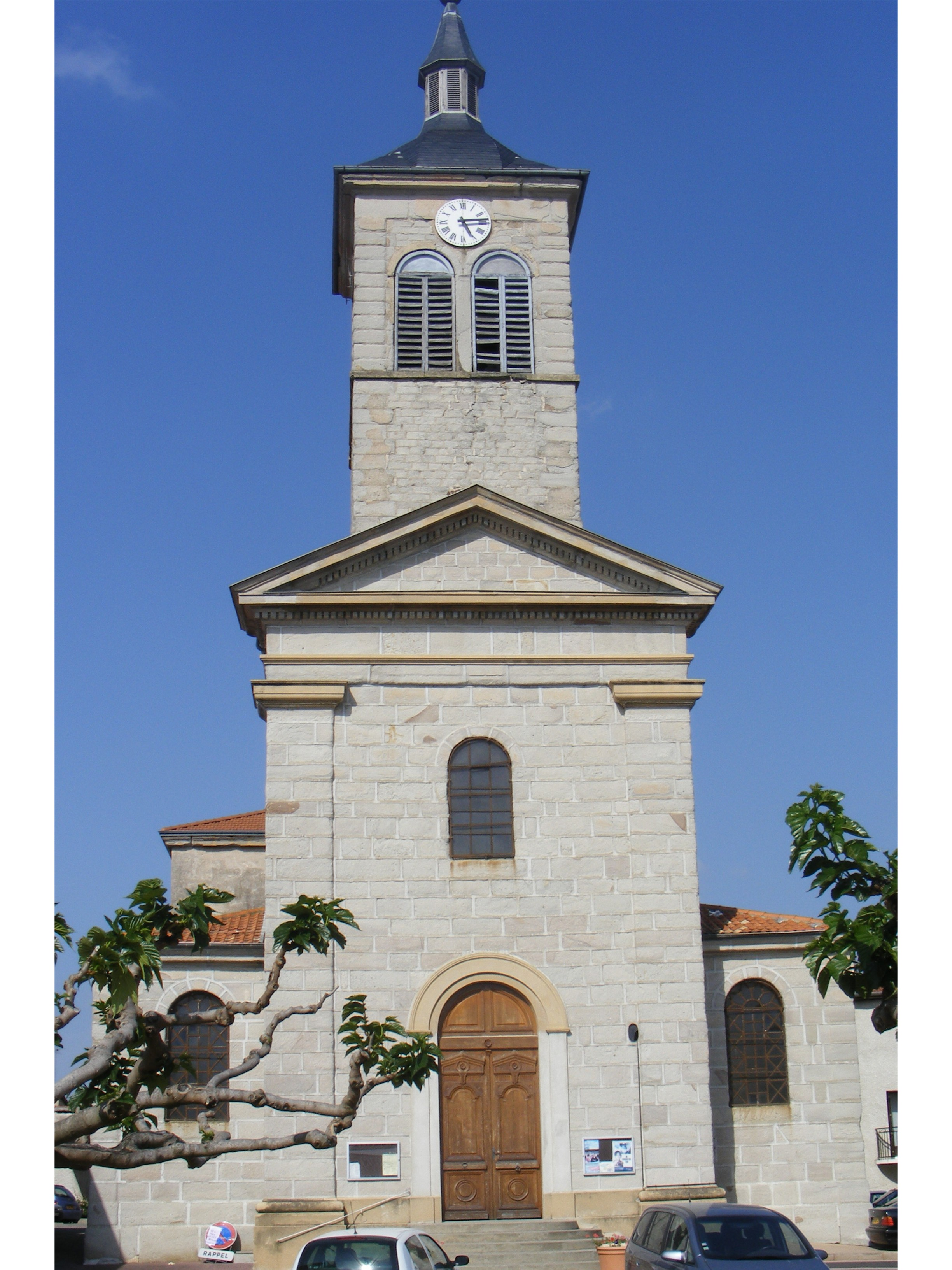
Chiesa di Saint-Genis

- L'attuale chiesa di Saint-Genis-Terrenoire, dedicata a san Genesio, fu costruita tra il 1841 e il 1843 in sostituzione un precedente edificio del XVII secolo, demolito nonostante diversi tentativi di restauro. È opera dell'architetto Chambeyron che progettò anche la chiesa di San Giovanni a Rive-de-Gier. Si tratta di un esempio di architettura neoclassica popolare in quel periodo. La facciata con frontone e lesene angolari, a cui corrispondono le colonne doriche e ioniche dell'interno, si ispira a un tempio greco. Le Stazioni della Via Crucis in gesso sono opera dello scultore Joseph-Hugues Fabisch.[4]
- La chiesa di La Cula, dedicata a Francesco d'Assisi, fu costruita tra il 1858 e il 1867 dall'architetto Granger dopo la creazione della parrocchia di La Cula nel 1857. Si trova nella frazione di Gelay.

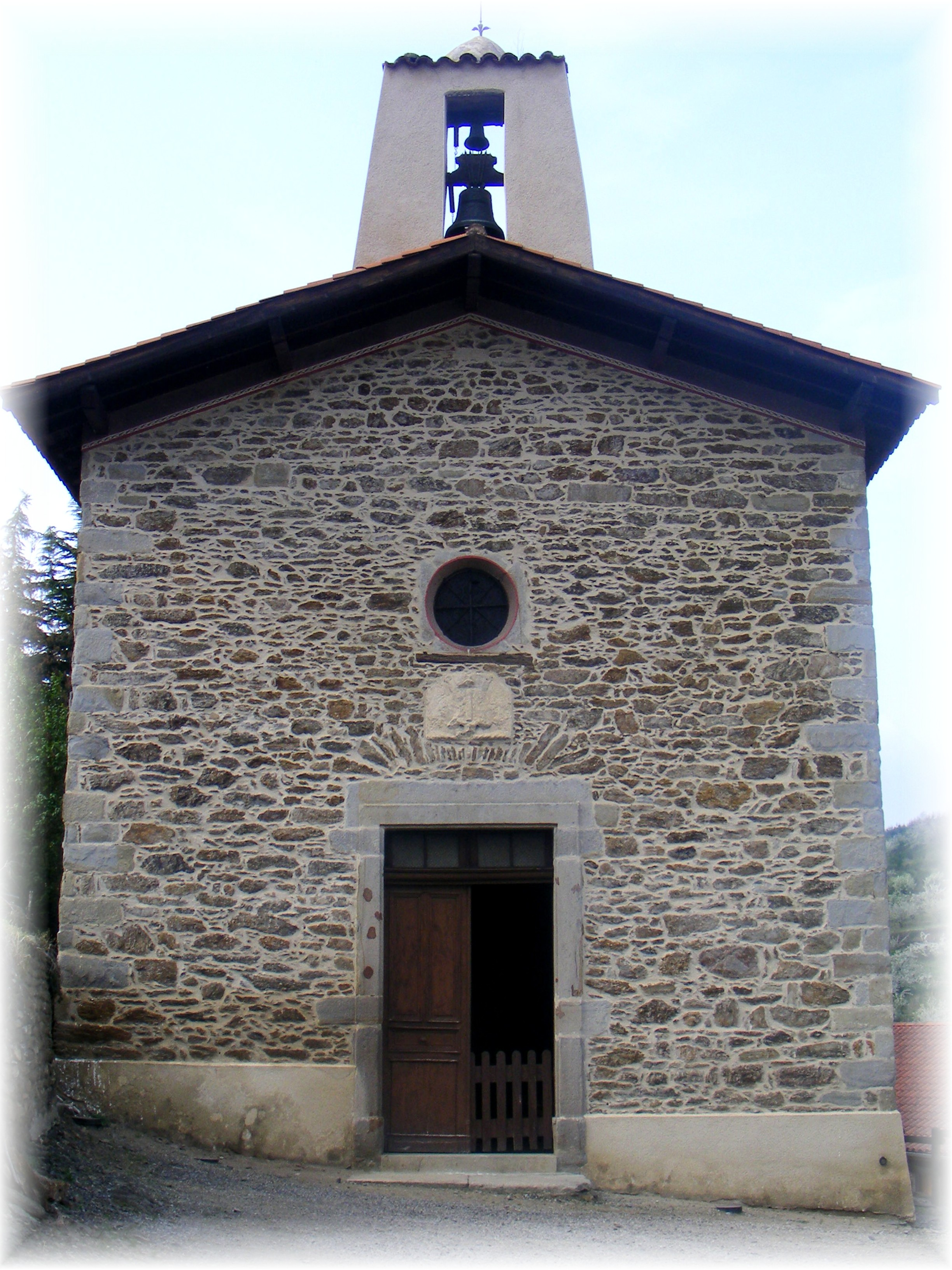
Notre-Dame-de-Pitié

- Cappella di Notre-Dame-de-Pitié. L'attuale edificio risale al 1627 e sostituisce una cappella più antica costruita nel XIV secolo durante la peste nera. È dedicato a Notre-Dame-des-Douleurs. È meta di un pellegrinaggio molto sentito dalla comunità locale. Le pareti sono coperte da ex voto precedenti alla seconda guerra mondiale; una copia della statua della Notre-Dame de Pitié sostituisce l'originale del XVIII secolo, rubata nel 1974. La cappella servì come chiesa parrocchiale fino al completamento nel 1867 della chiesa di La Cula.

## Società

### Evoluzione demografica
Abitanti censiti